# فرودگاه مودگی
فرودگاه مودگی (به انگلیسی: Mudgee Airport) یک فرودگاه همگانی با کد یاتا DGE است که یک باند فرود آسفالت دارد و طول باند آن ۱۷۳۹ متر است. این فرودگاه در کشور استرالیا قرار دارد و در ارتفاع ۴۷۱ متری از سطح دریا واقع شده‌است.

## شرکت‌های هواپیمایی و مقصدهای پروازی
| شرکت‌های هواپیمایی | مقصدهای پروازی |
| ----------------- | -------------- |
| FlyPelican        | سیدنی          |

Charter and scenic flights are also اجرا توسط Commercial helicopters.
Flights to Sydney resumed on ۱۱ ژوئن ۲۰۱۵ after an 18 months break.